# Joseph Vitarelli
Joseph Vitarelli (1961) è un compositore statunitense.

## Filmografia parziale

### Cinema
- Ragazze, il mostro è innamorato (Big Man on Campus), regia di Jeremy Kagan (1989)
- L'ultima seduzione (The Last Seduction), regia di John Dahl (1994)
- She's So Lovely - Così carina (She's So Lovely), regia di Nick Cassavetes (1997)
- Una vita in fuga (Flag Day), regia di Sean Penn (2021)

### Televisione
- E giustizia per tutti (Equal Justice) - serie TV, 26 episodi (1990-1991)
- Revelations - miniserie TV, 6 puntate (2005)
- John Adams - miniserie TV, 3 puntate (2008)

## Premi
- BMI Film & TV Award - vinto nel 2005 per Revelations[1]
- IFMCA Award - vinto nel 2008 per John Adams, in collaborazione con Rob Lane[2]